# Brunswick Pro Bowling
Brunswick Pro Bowling — видеоигра в жанре симулятора боулинга, разработанная компанией Point of View, Inc. и изданная Crave Entertainment. В игру входят многие продукты Brunswick, например, шары для боулинга. Игры была выпущена 28 августа 2007 для платформ Wii, PlayStation 2 и PlayStation Portable. Версия для iOS вышла в октябре 2009. FarSight Studios также разработала версии игры для PlayStation 3 и Xbox 360 с поддержкой PlayStation Move и Kinect. Также была анонсирована версия для Nintendo 3DS.

## Игровой процесс
В режиме карьеры игрокам предстоит пройти путь от любителя до профессионального игрока в боулинг, в многопользовательском режиме присутствует возможность соревноваться между собой четырем игрокам. PSP-версия также включает в себя беспроводной онлайн-режим и дополнения к настройкам персонажа. В версии для Wii используется датчик для симуляции реального раскачивания руки.

## Критика
| Сводный рейтинг    | Сводный рейтинг | Сводный рейтинг | Сводный рейтинг | Сводный рейтинг | Сводный рейтинг |
| Издание            | Оценка          | Оценка          | Оценка          | Оценка          | Оценка          |
| Издание            | PS2             | PS3             | PSP             | Wii             | Xbox 360        |
| ------------------ | --------------- | --------------- | --------------- | --------------- | --------------- |
| GameRankings       | 50,00 %         | 55,35 %         | 65,00 %         | 50,83 %         | 51,75 %         |
| Metacritic         | N/A             | 47 %            | N/A             | 52 %            | 50 %            |
| Иноязычные издания |                 |                 |                 |                 |                 |
| Издание            | Оценка          | Оценка          | Оценка          | Оценка          | Оценка          |
| Издание            | PS2             | PS3             | PSP             | Wii             | Xbox 360        |
| GameSpot           | 6,5             | 5,5             | 6,5             | 6,0             | N/A             |
| IGN                | N/A             | 4,0             | N/A             | N/A             | N/A             |

Игра получила смешанные отзывы. Большинство критиков положительно оценили реалистичную физику игры, другие критиковали версию для Wii за недостатки в элементах управления. Версия для Wii получила смешанные отзывы от сайта Metacritic, получив рейтинг 52 %, PS3-версия была плохо принята критиками и получила 47 %. IGN оценил игру для PlayStation 3 на 4.0, сказав: «Плохо составленная игра, совсем ненадлежащим образом использующая Move». Версия для Wii была оценена сайтом GameSpot на 6.0 со словами, что игра сможет понравиться только большим поклонниками профессионального боулинга.